# По Фрейду
«По Фрейду» (англ. Freud’s Last Session, буквальный перевод — «Последний сеанс Фрейда») — художественный фильм режиссёра Мэтта Брауна о Зигмунде Фрейде с Энтони Хопкинсом в главной роли. Его премьера состоялась в 2023 году. 

## Сюжет
Действие фильма происходит в 1930-е годы. Основатель психоанализа Зигмунд Фрейд встречается с писателем Клайвом Льюисом, чтобы поспорить о том, есть ли Бог. Литературной основой сценария стала одноимённая пьеса Марка Ст. Джермейна.

## В ролях
- Энтони Хопкинс — Зигмунд Фрейд
- Мэттью Гуд — К. С. Льюис
- Лив Лиза Фриз — Анна Фрейд
- Джоди Бальфур — Дороти Берлингем
- Падрейк Дилейни — Уоррен Льюис
- Стивен Кэмпбелл Мур — Дж. Р. Р. Толкиен
- Джордж Эндрю-Кларк — Пэдди Мур
- Орла Брэйди — Джени Мур
- Гэри Бакли — Альберт Льюис
- Тарек Бишара — Якоб Фрейд
- Джереми Нортэм — доктор Эрнест Джонс

## Производство и премьера
Проект был анонсирован на Каннском кинофестивале в мае 2022 года. Съёмки начались в Лондоне осенью 2022 года. Премьера состоялась в рамках AFI Fest 27 октября 2023 года, фильм вышел в американский прокат 22 декабря 2023 года.